# Damchö Gyatsho
Sumpa Damcho Gyatso (tibétain : སུམ་པ་དམ་ཆོས་རྒྱ་མཚོ, Wylie : sum pa dam chos rgya mtsho) est un moine de l'école gelugpa du bouddhisme tibétain ayant vécu aux XVIe et XVIIe siècles. Il est mort en 1651. Il participa à la fondation du monastère de Gönlung Jampa Ling situé dans le district autonome de l'ethnie Tu de Huzhu où habite le peuple Monguor.